# Inlet (New York)
Inlet ist eine Town an der westlichen Grenze des Hamilton Countys des US-Bundesstaates New York. Zum Zeitpunkt des United States Census 2010 hatte die Town of Inlet 333 Einwohner. Der Name ist abgeleitet von der Lage des namengebenden Weilers am östlichen Ende des Fourth Lake, der zur Fulton Chain of Lakes gehört.

## Geographie
Nach den Angaben des United States Census Bureaus hat die Town eine Fläche von 171,9 km2, wovon 161,1 km2 auf Land und 10,8 km2 (= 6,29 %) auf Gewässer entfallen.
Die westliche Grenze der Town bildet die Grenze zu den Towns of Ohio und Webb in Herkimer County, die südliche Grenze wird durch den Moose River gebildet. Dort liegt Morehouse. Die Town of Long Lake liegt an der nördlichen Grenze und im nördlichen Teil der Ostgrenze, und die Town of Arietta grenzt im südlichen Abschnitt östlich an Inlet.
Die New York State Route 28 ist eine in Ost-West-Richtung verlaufende Fernstraße und die einzige hochrangige Straße innerhalb der Town.
Die aus acht Seen bestehende Fulton Chain of Lakes, die durch einen durch kleine Boote befahrbaren Wasserlauf verbunden ist, erstreckt sich durch Inlet in die benachbarten Gebiete. In der Town befinden sich im Einzelnen:
- Bug Lake – ein See nördlich des Seventh Lake
- Browns Tract Pond  – ein kleiner See am Nordrand der Town mit dem staatlich betriebenen Brown Tract Pond Campground
- Cascade Lake – ein See in der nordöstlichen Ecke der Town
- Eagle Bay – ein Weiler im Herkimer County an der westlichen Grenze von Inlet
- Eagles Nest Lake – ein See nördlich des Seventh Lake
- Eighth Lake – der östlichste See der Fulton Chain, nordöstlich des Seventh Lake
- Fifth Lake – ein See beim Weiler Inlet
- Fourth Lake – ein großer See, der teils innerhalb von Inlet und teils im Herkimer County liegt
- Inlet – der namengebende Weiler liegt an der Ostspitze des Fourth Lake unweit der westlichen Grenze der Town und ist die einzige Siedlung in der Town.
- Limekiln Lake – ein See südlich des Weilers Inlet, teilweise im Herkimer County
- Lower Browns Tract Pond – ein See nordöstlich des Weilers Inlet
- Sixth Lake – ein kleiner See östlich des Weilers Inlet
- Seventh Lake – ein See östlich des Sixth Lake und zweitgrößter See der Fulton Chain
- Upper Browns Tract Pond – ein See nordöstlich des Weilers Inlet

## Geschichte
Der preisgekrönte Roman Eine amerikanische Tragödie von Theodore Dreiser beruht auf dem Mord an Grace Brown und beinhaltet eine Szene in Inlet. Tatsächlich ereignete sich der Mord zwar 1906 in der Punkey Bay des Big Moose Lake, doch wurde der Täter, Chester Gillette, nach drei Tagen im Arrowhead Hotel in Inlet verhaftet. Gillette wurde zum Tod auf dem elektrischen Stuhl in Auburn verurteilt. Das Buch wurde später unter dem Titel Ein Platz an der Sonne mit Montgomery Clift, Shelley Winters und Elizabeth Taylor verfilmt.

## Demographie
Zum Zeitpunkt des United States Census 2000 bewohnten Inlet 406 Personen. Die Bevölkerungsdichte betrug 2,5 Personen pro km2. Es gab 1003 Wohneinheiten, durchschnittlich 6,2 pro km2. Die Bevölkerung in Inlet bestand zu 96,31 % aus Weißen, 0 % Schwarzen oder African American, 0 % Native American, 0 % Asian, 0,25 % Pacific Islander, 3,20 % gaben an, anderen Rassen anzugehören und 0,25 % nannten zwei oder mehr Rassen. 2,46 % der Bevölkerung erklärten, Hispanos oder Latinos jeglicher Rasse zu sein.
Die Bewohner Inlets verteilten sich auf 188 Haushalte, von denen in 22,3 % Kinder unter 18 Jahren lebten. 59,6 % der Haushalte stellten Verheiratete, 5,3 % hatten einen weiblichen Haushaltsvorstand ohne Ehemann und 31,4 % bildeten keine Familien. 29,3 % der Haushalte bestanden aus Einzelpersonen und in 12,8 % aller Haushalte lebte jemand im Alter von 65 Jahren oder mehr alleine. Die durchschnittliche Haushaltsgröße betrug 2,15 und die durchschnittliche Familiengröße 2,59 Personen.
Die Bevölkerung verteilte sich auf 18,2 % Minderjährige, 3,0 % 18–24-Jährige, 29,6 % 25–44-Jährige, 30,5 % 45–64-Jährige und 18,7 % im Alter von 65 Jahren oder mehr. Der Median des Alters betrug 45 Jahre. Auf jeweils 100 Frauen entfielen 106,1 Männer. Bei den über 18-Jährigen entfielen auf 100 Frauen 107,5 Männer.
Das mittlere Haushaltseinkommen in Inlet betrug 32.574 US-Dollar und das mittlere Familieneinkommen erreichte die Höhe von 37.361 US-Dollar. Das Durchschnittseinkommen der Männer betrug 29.063 US-Dollar, gegenüber 15.625 US-Dollar bei den Frauen. Das Pro-Kopf-Einkommen belief sich auf 21.076 US-Dollar. 13,2 % der Bevölkerung und 7,9 % der Familien hatten ein Einkommen unterhalb der Armutsgrenze, davon waren 15,4 % der Minderjährigen und 11,1 % der Altersgruppe 65 Jahre und mehr betroffen.

## Belege
1. 1 2  Geographic Identifiers: 2010 Census Summary File 1 (G001): Inlet town, Hamilton County, New York. In: American Factfinder. U.S. Census Bureau, archiviert vom Original am 13. Februar 2020; abgerufen am 15. Februar 2018 (englisch).  Info: Der Archivlink wurde automatisch eingesetzt und noch nicht geprüft. Bitte prüfe Original- und Archivlink gemäß Anleitung und entferne dann diesen Hinweis.
2. ↑  Randy F. Nelson: The Almanac of American Letters. Los Altos, Kalifornien: William Kaufmann, Inc., 1981: 195-196. ISBN 0-86576-008-X
3. ↑  Population and Housing Unit Estimates. Abgerufen am 15. Februar 2018 (englisch).
4. ↑  Census of Population and Housing. Census.gov, ehemals im Original (nicht mehr online verfügbar); abgerufen am 4. Juni 2015 (englisch). (Seite nicht mehr abrufbar. Suche in Webarchiven)  Info: Der Link wurde automatisch als defekt markiert. Bitte prüfe den Link gemäß Anleitung und entferne dann diesen Hinweis.